# Криль
Криль (от нидерл. kriel — «мелочь») — собирательное название мелких морских планктонных ракообразных (рачков) промысловых размеров (10—65 мм), образующих промысловые скопления в поверхностных слоях воды умеренных и высоких широт океанов обоих полушарий.

## Видовой состав
Промысел криля в небольших масштабах вёлся с XIX века, однако промышленные масштабы приобрёл лишь со второй половины XX века, особенно с началом промысла в антарктических водах в начале 1970-х СССР и Японией, видовой состав при этом не специфицировался. Поскольку скопления, имеющие промысловое значение, в антарктических водах образуют как представители отрядов эвфаузиевых (роды Thysanoessa и Euphausia), так и бокоплавов (род Themisto подотряда гиперииды) — в первую очередь антарктического криля Euphausia superba и гиперииды Themisto gaudichaudii, то первоначально под определение промыслового криля попадал достаточно широкий диапазон различных видов (так, в БСЭ в состав криля включены и бокоплавы-гиперииды), однако при дальнейшем развитии промысла и детализации видового состава, связанного в том числе с лицензированием вылова, под крилем стали подразумеваться прежде всего, а затем, в некоторых случаях и исключительно, эвфаузииды.
В настоящее время промысловые названия криля даются по географическому виду промысла. Наибольшее значение имеет «антарктический криль», к которому относят до 80 видов нектонных ракообразных (из них около 30 видов представлены эвфаузиидами), среди которых основным является одноимённый вид, чьи особи достигают в размере 6,5 см, внесённый в список промысловых видов Продовольственной и сельскохозяйственной организации ООН (FAO).
Тихоокеанский криль представлен несколькими основными промысловыми видами:
- Euphausia pacifica с ареалом, простирающимся в северной части Тихого океана от Японии до побережья южной Калифорнии и побережья Канады является объектом промысла у берегов Японии и Британской Колумбии.
- Euphausia nana, ареал — воды южной Японии и Восточно-Китайского моря, промысел ведётся у берегов Японии.
- Nyctiphanes australis, обитающая в водах Юго-Восточной Австралии, Тасмании и Новой Зеландии.

Несколько промысловых видов рода Thysanoessa распространены в холодных водах северных частей Атлантики и Тихого океана:
- Thysanoessa inermis — промысел ведётся у побережья Японии и в заливе Святого Лаврентия.
- Thysanoessa raschii — распространена в арктических водах, промысел ведётся в заливе Святого Лаврентия, предложена к промыслу как вид, имеющий коммерческий потенциал.

Meganyctiphanes norvegica, норвежский криль, имеет наиболее обширный ареал в атлантических водах северного полушария — от субарктических вод Гренландии, Исландии и Норвегии до умеренно тёплых вод — от мыса Хаттерас у американского побережья на западе до Средиземноморья на востоке. Промысел ведётся в основном в заливе Святого Лаврентия.
Перечень различных таксонов объединяемых народным, промысловым или иным собирательным названием «Криль»
- Отряд Euphausiacea Dana, 1852 — Эвфаузиевые, или Эуфаузиевые
  - Семейство Euphausiidae
    - Euphausia Dana, 1852
    - Meganyctiphanes Holt & W.M.Tattersall, 1905
    - Nematobrachion Calman, 1905
    - Nematoscelis G.O.Sars, 1883
    - Nyctiphanes G.O.Sars, 1883
    - Pseudeuphausia Hansen, 1910
    - Stylocheiron G.O.Sars, 1883
    - Tessarabrachion Hansen, 1911
    - Thysanoessa Brandt, 1851
    - Thysanopoda Latreille, 1831

  - Семейство Bentheuphausiidae
    - Bentheuphausia amblyops G.O.Sars, 1883
- Отряд Amphipoda Latreille, 1817 — Бокоплавы
  - Семейство Hyperiidae
    - Themisto gaudichaudii Guérin, 1825

| Вид                       | Промысловое название местное название           | Максимальный вес (г) | Максимальная длина (мм) | Длительность жизненного цикла | Глубины обитания        | Районы промысла                                                                        |
| ------------------------- | ----------------------------------------------- | -------------------- | ----------------------- | ----------------------------- | ----------------------- | -------------------------------------------------------------------------------------- |
| Euphausia superba         | Антарктический криль                            | 2                    | 65                      | 5—7 лет                       | От поверхности до 500 м | Антарктика                                                                             |
| Euphausia pacifica        | Тихоокеанский криль (North Pacific krill) Isada | 0,1                  | 20                      | 1—2 года                      | От поверхности до 300 м | Япония, Британская Колумбия                                                            |
| Euphausia nana            | Ami-ebi                                         | 0,01                 | 10                      | < 1 года                      | От поверхности до 300 м | Япония                                                                                 |
| Thysanoessa inermis       | smaa krill                                      | 0,15                 | 32                      | 2 года                        | От поверхности до 300 м | Япония, залив Святого Лаврентия                                                        |
| Thysanoessa raschii       | smaa krill                                      | 0,13                 | 30                      | 2 года                        | От поверхности до 300 м | залив Святого Лаврентия                                                                |
| Meganyctiphanes norvegica | Норвежский криль (stor krill, suil dhu)         | 0,5                  | 40                      | более 2-х лет                 | От поверхности до 300 м | залив Святого Лаврентия, Средиземноморье, шельф Новой Шотландии (предложен к промыслу) |
| Nyctiphanes australis     | Brit                                            | 0,02                 | 17                      | 1 год                         | От поверхности до 150 м | Тасмания, Австралия (предложен к промыслу)                                             |

## Значение криля в океанических экосистемах
Криль, находясь в начале многих пищевых цепей, является основой ряда океанических экосистем (например, прибрежных экосистем Антарктиды): питаясь фитопланктоном и мелким зоопланктоном, он, в свою очередь, служит пищей усатых китов, тюленей-крабоедов, пелагических рыб и некоторых птиц.

## Промысел
Промышленный лов криля в настоящее время осуществляется в антарктических водах и у побережья Японии; мировая добыча криля в начале XXI века оценивается в 150—200 тыс. тонн.
| Страна      | Годовой вылов (в 1000 тонн) | Годовой вылов (в 1000 тонн) | Годовой вылов (в 1000 тонн) | Годовой вылов (в 1000 тонн) | Годовой вылов (в 1000 тонн) | Годовой вылов (в 1000 тонн) | Годовой вылов (в 1000 тонн) | Годовой вылов (в 1000 тонн) | Годовой вылов (в 1000 тонн) | Годовой вылов (в 1000 тонн) | Годовой вылов (в 1000 тонн) | Годовой вылов (в 1000 тонн) | Годовой вылов (в 1000 тонн) | Годовой вылов (в 1000 тонн) | Годовой вылов (в 1000 тонн) | Годовой вылов (в 1000 тонн) | Годовой вылов (в 1000 тонн) | Годовой вылов (в 1000 тонн) | Годовой вылов (в 1000 тонн) | Годовой вылов (в 1000 тонн) | Годовой вылов (в 1000 тонн) | Годовой вылов (в 1000 тонн) | Годовой вылов (в 1000 тонн) | Годовой вылов (в 1000 тонн) |
|             | 1980                        | 81                          | 82                          | 83                          | 84                          | 85                          | 86                          | 87                          | 88                          | 89                          | 1990                        | 91                          | 92                          | 93                          | 94                          | 95                          | 96                          | 97                          | 98                          | 99                          | 2000                        | 01                          | 02                          | 03                          |
| ----------- | --------------------------- | --------------------------- | --------------------------- | --------------------------- | --------------------------- | --------------------------- | --------------------------- | --------------------------- | --------------------------- | --------------------------- | --------------------------- | --------------------------- | --------------------------- | --------------------------- | --------------------------- | --------------------------- | --------------------------- | --------------------------- | --------------------------- | --------------------------- | --------------------------- | --------------------------- | --------------------------- | --------------------------- |
| Япония      | 36                          | 28                          | 35                          | 43                          | 47                          | 40                          | 60                          | 78                          | 73                          | 79                          | 69                          | 69                          | 78                          | 57                          | 61                          | 63                          | 59                          | 60                          | 67                          | 66                          | 81                          | 67                          | 51                          | 60                          |
| Южная Корея | -                           | -                           | 1                           | 2                           | 3                           | -                           | -                           | 2                           | 2                           | 2                           | 4                           | 1                           | 1                           | -                           | -                           | -                           | -                           | -                           | 3                           | 0                           | 7                           | 8                           | 14                          | 20                          |
| Польша      | 0                           | -                           | 0                           | 0                           | -                           | 0                           | 2                           | 3                           | 5                           | 8                           | 3                           | 10                          | 15                          | 7                           | 8                           | 13                          | 22                          | 14                          | 20                          | 20                          | 20                          | 14                          | 16                          | 9                           |
| Украина     | -                           | -                           | -                           | -                           | -                           | -                           | -                           | -                           | -                           | -                           | -                           | -                           | 55                          | -                           | 13                          | 59                          | 10                          | -                           | -                           | 7                           | -                           | 14                          | 32                          | 18                          |
| СССР/Россия | 441                         | 420                         | 492                         | 186                         | 69                          | 228                         | 333                         | 344                         | 310                         | 258                         | 326                         | 249                         | 103                         | 2                           | -                           | -                           | -                           | -                           | -                           | -                           | -                           | -                           | -                           | -                           |
| США         | -                           | -                           | -                           | -                           | -                           | -                           | -                           | -                           | -                           | -                           | -                           | -                           | -                           | -                           | -                           | -                           | -                           | -                           | -                           | -                           | -                           | 2                           | 12                          | 10                          |

Промысел Антарктического криля ведётся исключительно в зоне Антарктиды согласно квотам, размер которых определяет Комиссия по сохранению морских живых ресурсов Антарктики (АНТКОМ).
АНТКОМ была создана в 1982 году на основе международной Конвенции по сохранению морских живых ресурсов Антарктики. Данная международная организация не только регулирует вылов животных, но и отвечает за сохранение морских экосистем Антарктики, используя экосистемный подход к управлению ими.
Вылов криля щадящим, безопасным и экологически чистым способом, является основным требованием АНТКОМ.
АНТКОМ также определяет размер квот на вылов криля для стран — её членов. Квоты рассчитаны исходя из того, какое количество криля потребляется китами, морскими млекопитающими и пингвинами.
Сезон ведения промысла начинается 1-го декабря и заканчивается 30-го ноября следующего года. Предельно допустимый объём вылова криля в 2014 г. составил 620 тыс. тонн. Этот уровень базируется на историческом максимуме ежегодного вылова в регионе 48 (место, в котором происходит наибольшая добыча криля) и является показателем того, сколько криля может быть выловлено прежде, чем будут задействованы специальные меры управления ресурсами.
Промысел ведётся специальными суднами — траулерами, которые представляют собой огромные плавучие заводы, на которых выловленный криль может замораживаться, перерабатываться в крилевую муку и/или крилевый жир, а также из него могут производиться Омега-3 капсулы и пищевые добавки.
Системы вылова и переработки криля у каждого траулера разработаны собственными специалистами и являются своеобразными ноу-хау. Поиск криля ведётся специальными гидроакустическими приборами.
В 2014 году промысел вёлся шестью странами: Украиной, Польшей, Норвегией, Китаем, Кореей, Чили.
Единственная из бывших республик СССР, которая возобновила вылов криля после его распада — Украина (ОАО «Интеррыбфлот»). Траулер компании под названием «Море Содружества» был модернизирован в январе 2013 года и на сегодняшний[уточнить] день является вторым по величине траулером, ведущим промысел криля в водах Антарктики.

## Значение и применение
Мясо криля — природный источник белка, жира (полиненасыщенных жирных кислот), витаминов и минералов. Продукт богат магнием, марганцем, медью, цинком, фосфором, хромом, что позволяет улучшить выработку в организме гормонов и ферментов, нормализовать обмен веществ. Мясо криля рекомендуется употреблять в салатах с добавлением яиц, орехов, лимона и различных зелёных овощей.